# Asthenotricha furtiva
Asthenotricha furtiva là một loài bướm đêm trong họ Geometridae.